# Stenoglottis fimbriata
Stenoglottis fimbriata är en orkidéart som beskrevs av John Lindley. Stenoglottis fimbriata ingår i släktet Stenoglottis och familjen orkidéer. Inga underarter finns listade i Catalogue of Life.

## Bildgalleri

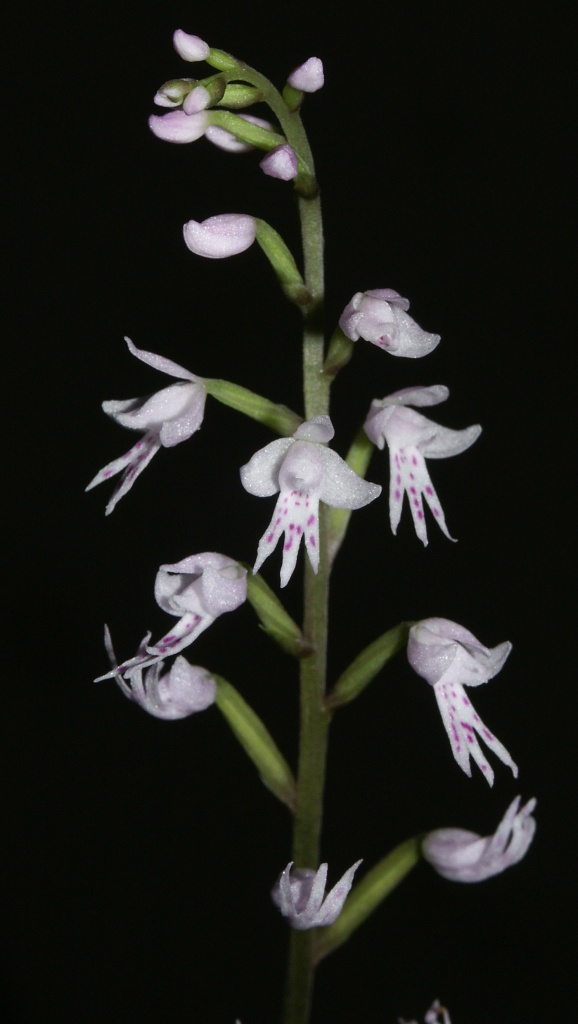
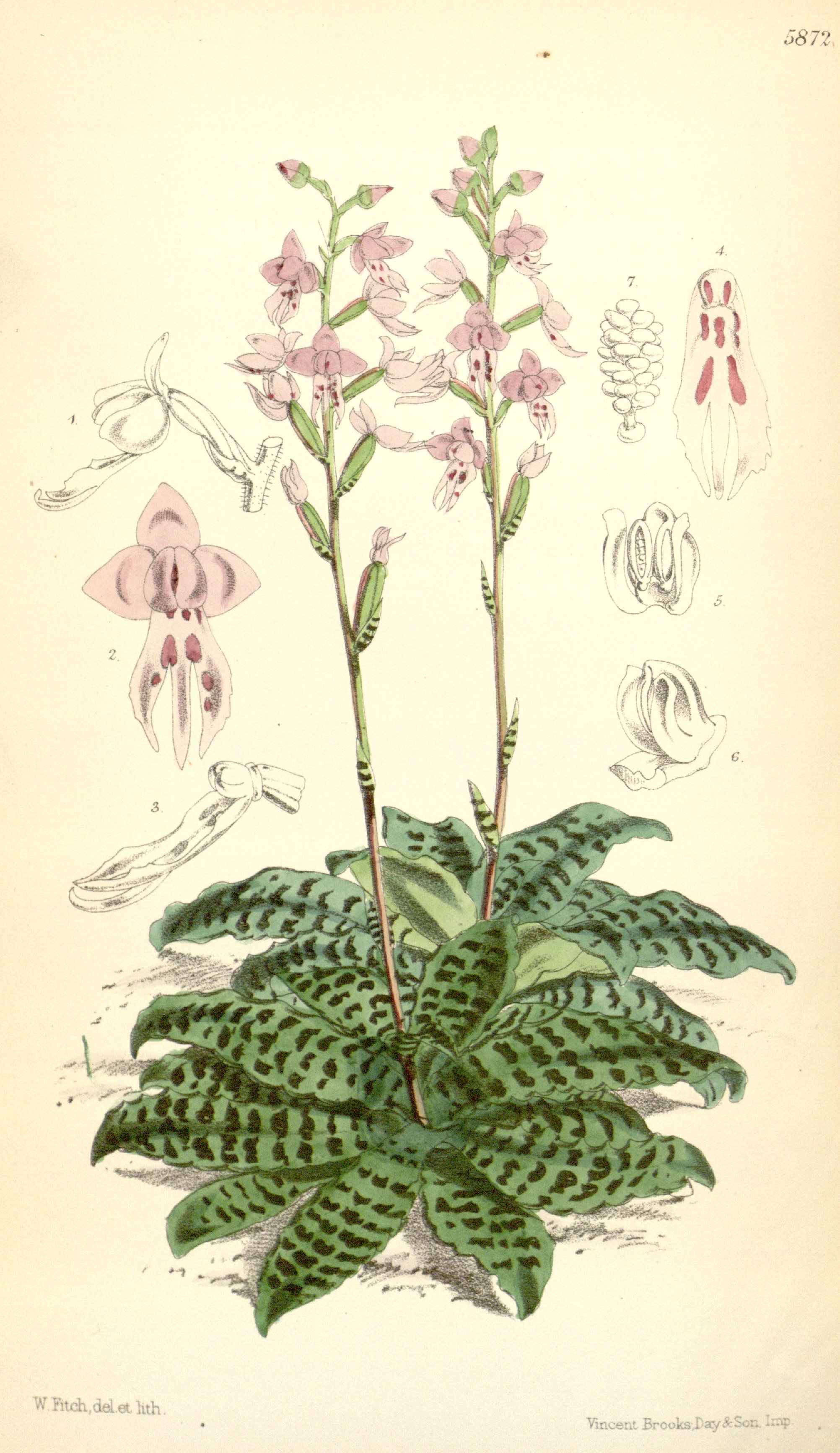